# بیمه ایران
شرکت سهامی بیمه ایران اولین، بزرگ‌ترین و قدیمی‌ترین شرکت بیمه در ایران و تنها شرکت دولتی در زمینه بیمه است که سهام آن کاملاً در اختیار دولت جمهوری اسلامی ایران قرار دارد. این شرکت در تاریخ ۱۵ آبان سال ۱۳۱۴ به دست الکساندر آقایان و به عنوان نخستین شرکت بیمه ایرانی آغاز به فعالیت کرده‌است.
بنابر قانون و مصوبات شورای عالی بیمه، همه سوابق و اسناد مربوط به حقوق و تعهدات مؤسسات بیمه‌ای که پروانه فعالیت آن‌ها لغو می‌شود به شرکت سهامی بیمه ایران انتقال می‌یابد. در نتیجه ریسک‌های تحمیلی به بیمه ایران تفاوت ساختاری جدی با ریسک‌های تحمیلی به سایر شرکت‌های بیمه دارد.
شرکت سهامی بیمه ایران با بیش از ۳۴ درصد سهم بازار بیمه کشور بزرگترین شرکت، بر اساس سهم بازار، نه تنها در صنعت بیمه که در کل نظام مالی جمهوری اسلامی ایران است.
در نظام بانکی و در بازار سرمایه، هیچ شرکتی بیش از ۳۰ درصد سهم بازار را در اختیار ندارد. بیمه ایران با این شرایط، کل صنعت بیمه کشور را پشتیبانی می‌کند.
این شرکت از سال ۱۳۹۰ به این سو همواره زیان‌ده بوده، به‌طوری که مجموع زیان انباشته شرکت در انتهای سال ۱۳۹۶ به مبلغ ۵ هزار و ۱۶۰ میلیارد تومان رسیده‌است.

## تأسیس

آلکساندر آقایان مؤسس نخستین شرکت بیمه و نیز اولین شرکت مبادلات و حمل و نقل کالا در ایران

در پانزدهم آبان‌ماه سال ۱۳۱۴، شرکت سهامی بیمه ایران به عنوان نخستین شرکت بیمه ایرانی و دولتی تأسیس شد و به عنوان بنیان‌گذار صنعت بیمه در کشور آغاز به کارکرد. آغاز فعالیت بیمه ایران (۱۴ آبان ۱۳۱۴) را به تعبیری می‌توان ملی شدن صنعت بیمه تلقی کرد. بیمه ایران از آذرماه ۱۳۱۴ صدور بیمه نامه در رشته‌های مختلف را آغاز نمود و ظرف یک سال در شهرهای مشهد، شیراز، اصفهان، همدان، اهواز و بوشهر نمایندگی تأسیس کرد. بیمه ایران در ظاهر خصوصی بود و سهامداران آن از سه نفر اشخاص حقیقی و وزارت مالیه تشکیل شده بود اما در عمل یک شرکت دولتی محسوب می‌شد.
همزمان تعدادی از دانشجویان رشته‌های اقتصادی و تجارت برای آموختن فنون بیمه به خارج از کشور اعزام شدند. شرکت بیمه ایران موفق شد در همان سال نخست فعالیتش ،۶۲٪ بازار بیمه کشور را در اختیار بگیرد و سهم مؤسسات خارجی را از ۱۰۰٪ به ۳۸٪ کاهش دهد. بیمه ایران همچنین درصد واگذاری اتکائی را از حدود ۹۰٪ به ۴۴٪ تقلیل داد و با کاهش نرخ حق بیمه در برخی از رشته‌ها به حدود ۵۰٪، در گسترش و توسعه بیمه نقش مؤثری را ایفا کرد به‌طوری که امروز نه تنها درسراسر کشور، بلکه درکشورهای اروپایی و آسیایی، به ویژه در خاورمیانه نامی پر آوازه و آشناست.
این شرکت تا قبل از پیروزی انقلاب ۵۷ به عنوان تنها شرکت بیمه دولتی فعالیت می‌کرد. هم‌اکنون بیمه ایران با بیش از ۲۰۶ شعبه و ۳۷۷۰ نمایندگی در داخل کشور و ۱۲ شعبه و نمایندگی در خارج از کشور بزرگترین شرکت بیمه در ایران است.

## تاریخچه
در اولین روزی که شرکت سهامی بیمه ایران شروع به کار کرد آقای داور وزیر مالیه وقت که در حقیقت تأسیس شرکت سهامی بیمه ایران تا اندازه زیادی مرهون علاقه و پشتکار اوست؛ خطاب به کارمندان بسیار معدود شرکت چنین گفت:
من به شرکت بیمه جدید التاسیس به اندازه بانک ملی ایران علاقه‌مندم و اهمیت این شرکت برای کشور به اندازه بانک ملی است. سعی کنید تشکیلات منظم و درستی داشته باشید و حتی از اول به تأسیس شعب در خارج کشور مثل بغداد و کراچی و بمبئی اقدام نمائید و کارمندان تحصیل کرده داشته باشید و آنها را برای فعالیت حاضر نمائید. البته اسم این شرکت به زودی در تمام دنیا معروف خواهد شد.
بعد از این نطق کوتاه، آقای داور تقاضا کرد که برای اولین بار منزل خود او به وسیلهٔ شرکت سهامی بیمه ایران بیمه شود و بدین ترتیب اولین بیمه نامه آتش‌سوزی در تاریخ ۱۴ آبان ماه ۱۳۱۴ به نام آقای داور صادر شد. تاریخ مزبور در تاریخ اقتصادی کشور اهمیت خاصی دارد.
عبدالحمید شمس سرپرست اداره خسارت در سال ۱۳۳۲ در قسمتی از خاطرات خود با عنوان شرکت بیمه ایران چگونه به‌وجود آمد، نوشته‌است:
... درابتدای کار، شرکت محل معینی نداشت. درخیابان لاله زار محل فعلی سینما خورشید در قسمت زیر زمین آن، دو اتاق تاریک و مرطوب تحویل ما گردید که در آنجا مشغول کار شویم. خوب به خاطر دارم که در آن روزگار (اول دی ماه ۱۳۱۴) فقط آقای سرکیاس (عضو هیئت مدیره وقت) و دو نفر خانم ماشین نویس و نگارنده شروع به کار کردیم. در آن زمان برای تأمین سرمایه اولیه شرکت و تبدیل مقداری کاغذ به پول که برای شرکت نهایت ضرورت را داشت کوشش می‌کردیم. صبح اول وقت کیف من از طلبهای تثبیت غله پر می‌شد و برای وصول آن عازم می‌شدم و در مراجعت چکی همراه داشتم. آقای مدیرعامل تشکر و تشویق می‌کردند و خانم‌های همکار چای و شیرینی تعارف می‌کردند و همین تشویق‌ها خستگی هارا به نشاط مبدل می‌کرد و باز بعدازظهر مجدداً برای وصول طلب‌ها می‌رفتم.
از جمله سرمایه ابتدایی شرکت سهامی بیمه ایران اراضی باغ فردوس بوده‌است که به این شرکت واگذار شده بود تا از فروش اقساطی آن سرمایه اولیه تأمین شود و مورد دیگر طلب‌های سازمان غله به دولت بوده‌است که به طریق فوق دریافت می‌شد و در مجموع ۳۴٫۲۹۸ میلیارد ریال سرمایه اولیه شرکت تأمین شد.

## چهارچوب فعالیتی

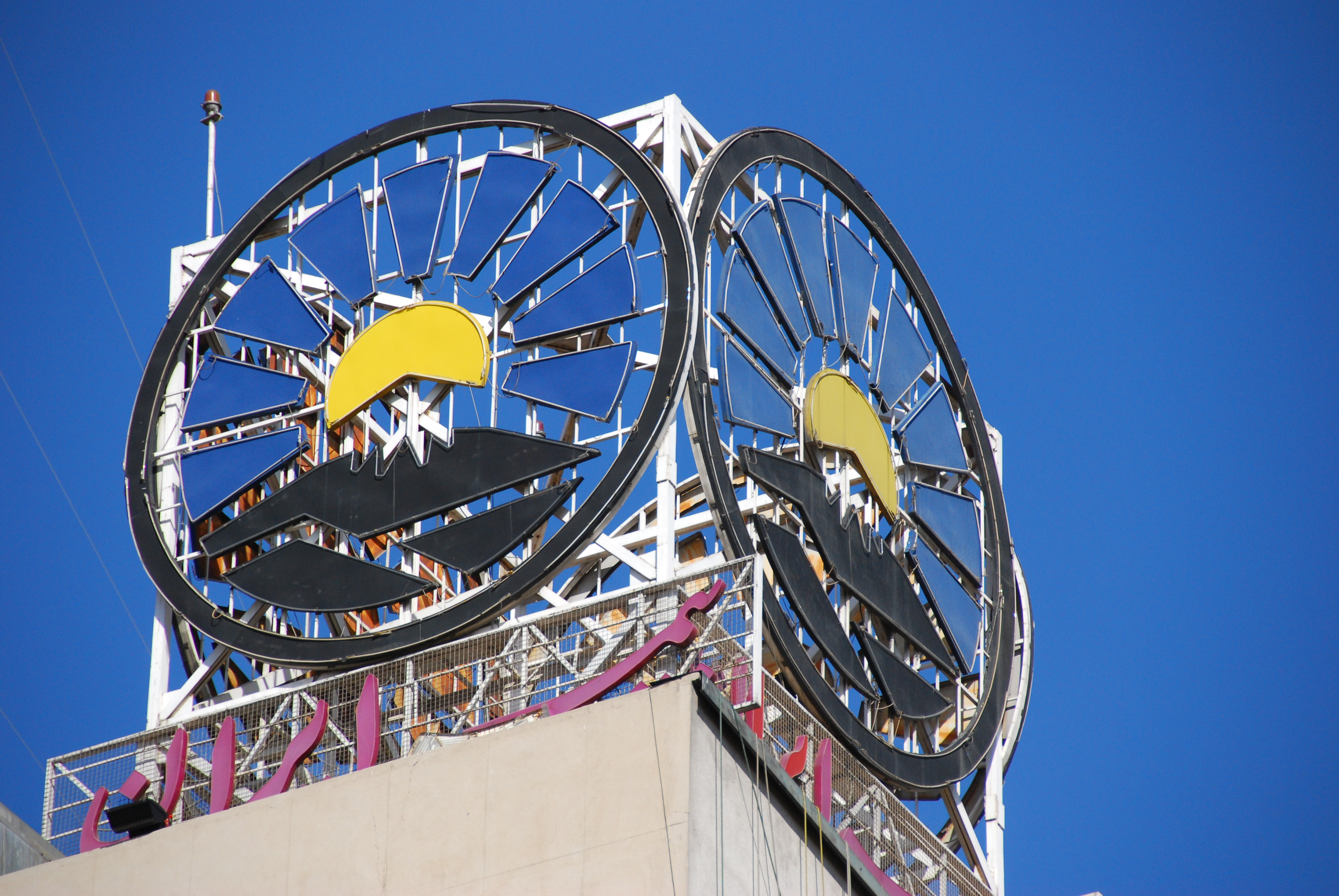
نشان بیمه ایران بر روی ساختمان مرکزی شرکت بیمه ایران در خیابان فاطمی تهران

بیمه ایران در کلیه رشته‌های بیمه زندگی و غیر زندگی فعالیت می‌کند و با عرضه بیمه‌های تجاری و خانواده شامل بیمه‌های اتومبیل، اشخاص (عمر – حادثه – درمان)، آتش‌سوزی، باربری، مهندسی و مسئولیت بیش از ۵۰٪ سهم بیمه‌های بازرگانی کشور را در اختیار دارد. دربخش حمایت‌های ملی نیز اکثریت پروژه‌های بزرگ ملی نظیر نفت و گاز و پتروشیمی، هواپیمایی، سدسازی، نیروگاه‌ها و صنایع تحت پوشش بیمه ایران است که در مواقع لزوم خطرات بیمه‌شده خود را نزد بازارهای بین‌المللی بیمه اتکائی می‌کند. بیمه ایران با توجه به ظرفیت بالای ریسک‌پذیری خود، علاوه بر انجام بیمه‌های مستقیم، نسبت به پذیرش ریسک به صورت بیمه‌اتکایی قبولی از شرکت‌های بیمه داخلی و خارجی اقدام می‌کند.

## توانگری مالی، دارایی‌ها و شعب
این شرکت با دارایی بالغ بر ۱۲ هزار و ۷۶۱ میلیارد تومان ذخایر (معادل ۱۱۱ درصد پرتفوی سال ۹۶) بالاترین نسبت ذخایر به حق بیمه در صنعت بیمه کشور را دارد. از آنجاکه میزان ذخایر نقش جدی در کاهش توانگری ایفا می‌کند، در صورت وجود این تفاوت، امکان مقایسه این شرکت با سایر شرکت‌ها محدود می‌شود.
با وجود ابهاماتی در فرمول توانگری مالی، به دلیل زیان انباشته بالا، این شاخص در ۵ سال گذشته در این شرکت، از سطح ۱ به سطح ۴ رسیده‌است.

## فساد مالی گسترده در بیمه ایران
در واقع یکی از مشکلاتی که در شرکت سهامی ایران به عنوان با سابقه ترین شرکت های ارائه دهنده خدمات بیمه گری به وجود آمد اعتماد بیش از اندازه مردم به برند این سازمان بزرگ بود که از سال ۱۳۱۴ تاکنون در حال فعالیت است ولی به دلیل موضوع رانت خواری و فامیل بازی و ایجاد پروژه های غیر مرتبط با حوزه بیمه گری مانع توسعه بیشتر در این حوزه شد.
کانون فساد : دو عضو سابق هیات مدیره بیمه ایران ابعاد جدیدی از فساد مالی سازمان یافته در بیمه ایران را تشریح و اعلام کردند: کانون فساد در بیمه ایران از سال ۸۵ شکل گرفت. " این گفتگو بعد از انتشار مقاله ای درباره این موضوع بود که روزنامه ایران در روز ۲۴ خرداد ۹۱ مطلبی با عنوان حمایت ایثارگران از جریان تخلفات مالی در پرونده بیمه ایران و اینکه ایثارگران مخالف حضور سازمان بازرسی کل کشور در بیمه ایران بوده‌اند" در این جریان بود که طبق گفته بهمن لامعی مدیر اسبق اتکایی ما در آن دوره موافق حضور بازرسان قانونی در این بیمه بودیم و در جریان مبارزه با فساد اداری و مالی تعداد زیادی از ایثارگران هزینه شدند و حتی پست های سازمانی خود را به خاطر حفظ حقوق دولت و مردم از دست دادند.
جعبه سیاه پرونده اختلاس بیمه ایران : یکی از متهمان اصلی فساد بزرگ مالی بیمه ایران رحیمی معاون اول احمدی نژاد رئیس جمهور اسبق ایران بود که الیاس نادران یکی از نمایندگان مجلس کارکرد رحیمی و حلقه فاطمی را اینگونه شرح میدهد:
در بحث بیمه ایران این‎‌ها با مجموعه‌هایی مرتبط بودند که در استان البرز و تهران و برخی نقاط دیگر، سند جعل می‌‎کردند. مثلا اگر تصادفی صورت می‌‎گرفت، به یک خسارتدیده یک چک می‌‎دادند و او می‌‎رفت. بعد از طرفش به میزان خسارتی که تعیین شده بود اعتراضیه می‌‎نوشتند. بعد خودشان اعتراض را می‌‎پذیرفتند و یک چک می‌‎کشیدند و چون خسارت‌دیده‎ای در کار نبود، چک را خودشان نقد می‌‎کردند و به حساب خودشان واریز می‌‎کردند و دخل و تصرف می‌‎کردند. افرادی که مرده بودند، گواهی فوت را می‌‎گرفتند و با جعل سند برایش دیه جور می‌‎کردند! بخشی از پول‎‌ها این‎طوری تهیه می‌‎شدند.
جعل صورت های مالی  و رابطه خویشاوندی : یکی از پرسر و صدا ترین مدیران بیمه ایران حسن شریفی بود که با تنها با روابط سیاسی و خویشاوندی با برخی از اعضای جبهه پایداری به مدیریت عاملی این شرکت رسیده بود در تعطیلات عید عزل شد. کارنامه و عملکرد وی زیانبارترین دوران مدیریتی در تاریخ بزرگترین شرکت بیمه خاورمیانه و شرکت‌های تابعه آن بوده است که در صورت‌های مالی این شرکت قابل مشاهده است.

## برند بیمه ایران

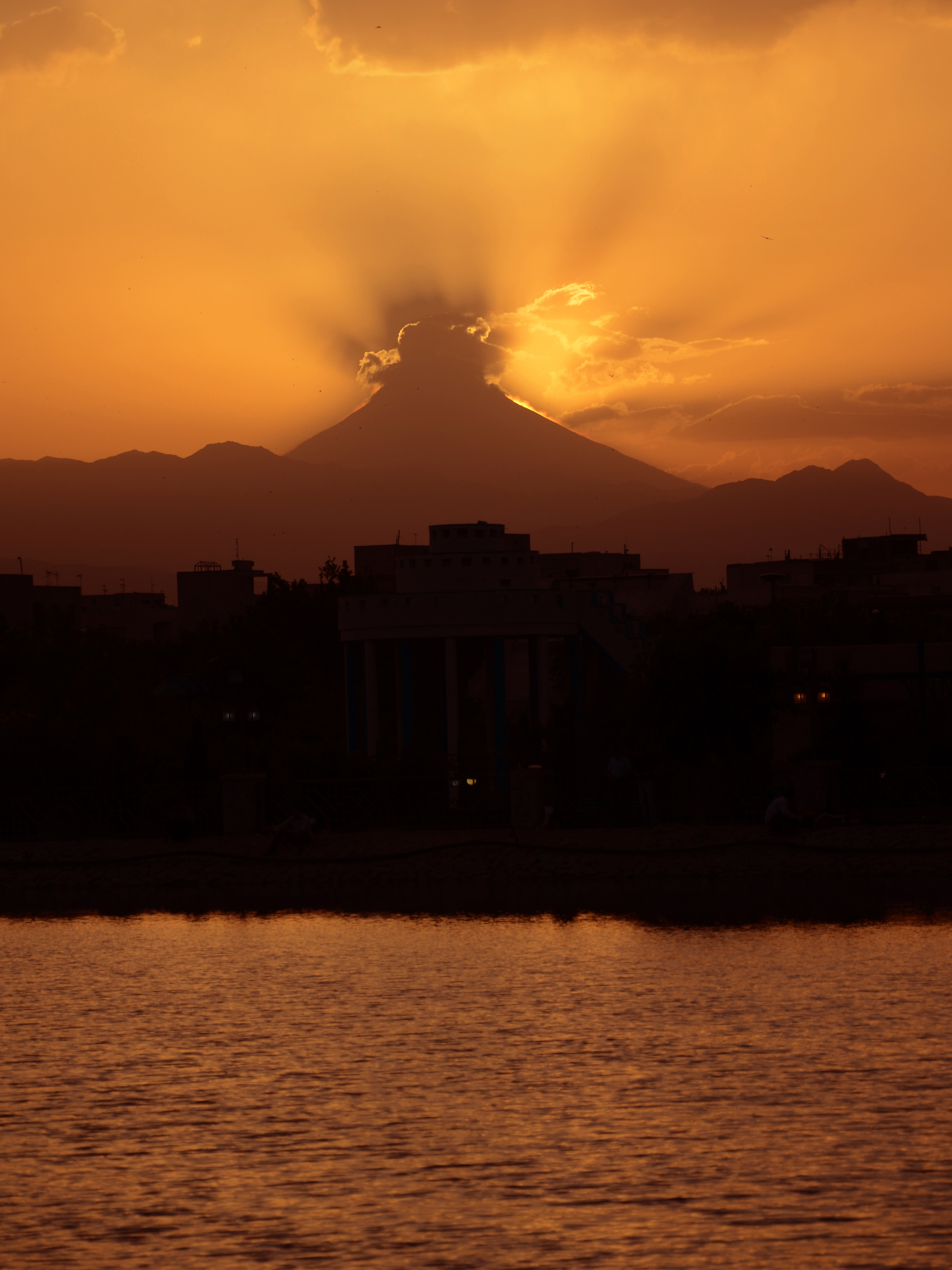
نشان‌واره بیمه ایران برگرفته از چشم‌انداز طلوع خورشید از فراز دماوند

برند بیمه ایران در سال ۱۳۹۲ در دهمین جشنواره ملی قهرمانان صنعت ایران به عنوان یکی از ۱۰۰ برند برتر ایران شناخته شد.

## اعضای هیئت مدیره
بر اساس آخرین آگهی رسمی این شرکت مدیر عامل و رئیس هیئت مدیره این شرکت محمدرضا کشاورز (نماینده شرکت سهامی بیمه ایران) و آقای علیرضا مقدسی و اسماعیل مهدوی نیا اعضای هیئت مدیره آن هستند. 